# Павлићани
Павлићани (грч. Παυλικιανοί) су један од најзначајнијих средњовековних јеретичких покретa у обиму и последицама. Павлићани су били антивизантијски хришћански покрет који се појавио у 7. веку у Јерменији. Из Јерменијe 970. године, стижу у Бугарску.

## Име
Око порекла павлићанског имена постоје различита мишљења. Неки њихово име везују за апостола Павла, други за Павла Самосатског, док трећи сматрају да је у питању Павле Јерменин, који је организовао њихове општине од 699. до 718. године.

## Учење
Константин Мананалски, оснивач павлићанства, кога је византијски цар Константин IV осудио на смрт као јеретика, је своје учење заснивао на јеванђељима и посланицама апостола Павла.
Павлићани теже враћању старом добу првих хришћанских општина, и показују изразиту борбеност против црквеног сјаја и богатства, јерархије цркве и учешћа у сплеткама дворског и престоничког живота. Били су против накнадних светаца, који се славе поред Христа и готово равно њему, и против клањања иконама, поготово иконама владара, које су сматрали идолопоклонством.
За павлићане се дуго сматрало да су били манихејци и дуалисти (што су биле честе оптужбе за јерес) и да сматрају да је цео материјални свет творевина злог Бога и да је од њега био надахнут и Стари завет. Те тврдње су доведене у питање проналаском древног павлићанског списа „Кључ Истине“, откривеног у Јерменији 1891. Како сам преводилац каже: "Павлићани нису дуалисти ни у ком другом смислу него што је Нови завет дуалистички." Павликанска црква је такође анатемисала Манија и манихејце.

## Историја
Прве јерменске павлићанске општине око 660. године оснива њихов учитељ Константин Мананалски. Павлићани, сељацу организовани у слободне заједнице, ускоро постају сила способна да се одупре онима који су покушавали да их феудализују и начине кметовима. Године 844. је основана чак и павлићанска држава којој је центар била Тефрика (данашњи Дивриг у Турској). Сматрали су да је на њиховој страни добри Бог, док је други, зли, поистовећиван са византијским властима, које су покушавале да их униште. За време иконоборачких немира, павликијани су због свог противљења иконама жестоко страдали. Републиканско уређење павлићанских заједница је играло важну улогу у сељачкој буни у Малој Азији (820-824), коју је предводио Тома Словен против Византије. Византијски цареви су водили упорну борбу против павлићана, а крајем 9. века је организован систематски покољ павлићана, мушкараца, жена и деце. Хиљаде павлићана биле су мучене и спаљиване. Многи преживели су тада потражили уточиште на Балкану.
Цар Константин V Копроним преселио је велик број павлићана у Тракију као граничаре, а 970. је цар Јован I Цимискије принудно преселио не мање од 200.000 Јермена павлићана у Европу и населио их око Филипопоља (данашњег Пловдива) у Тракији, као одбрану од надирућих Бугара. Они се убрзо удружују са Бугарима у честим побунама против Византије. Сматра се да се под утицајем павлићанских насељеника у Бугарској појавио богумилски покрет. Забележено је да су за време цара Алексија I Комнина војници павлићани дезертирали током борби против Нормана. Када су крсташи 1204. заузели Цариград, историчар Жофроа де Вилардуен бележи да су тамо затекли неке павлићане.
Многи павлићани су касније, за време Османског царства, примили католицизам, а неки су пресељени у Банат, као на пример Банатски Бугари који себе називају Палкјене. Многа места у данашњој Бугарској имају павликанске топониме, а између осталих је и град Павликени око 40 km од Великог Трнова.